# Рендель, Леонид Абрамович
Леонид Абрамович Рендель (1925—1989) — советский диссидент и историк.

## Биография
Родился в русской семье. Окончил исторический факультет МГУ, являлся сокурсником Людмилы Алексеевой. Преподавал историю во Всесоюзном заочном техникуме лёгкой промышленности. Проживал в Москве.

## Союз патриотов
В 1957 году Лев Краснопевцев и его товарищи размножили фотографию рукописной антихрущевской листовки и раскидали триста экземпляров по жилым домам. По мнению «Сахаровского центра», Краснопевцев имел «целью добиться десталинизации». Через месяц (14 августа 1957 года) по «университетскому делу» были арестованы девять членов кружка, включая Льва Краснопевцева, Леонида Ренделя, Николая Покровского, Вадима Козового, Марата Чешкова, Марка Гольдмана, В. Меньшикова, Н. Обушенкова, М. Семёненко. Приговорены Мосгорсудом 12 февраля 1958 года к длительным срокам заключения.
Политзаключённый (в 1957—1967 годах).